# NMKV
NMKV Co., Ltd (Nissan Mitsubishi Kei Vehicle) — совместное предприятие двух автопроизводителей Японии — Nissan и Mitsubishi, созданное для производства под этими брендами кей-каров для японского рынка. На данный момент производятся модели Mitsubishi eK и Nissan Dayz, а также более высокие Mitsubishi eK Space и Nissan Roox.

## История

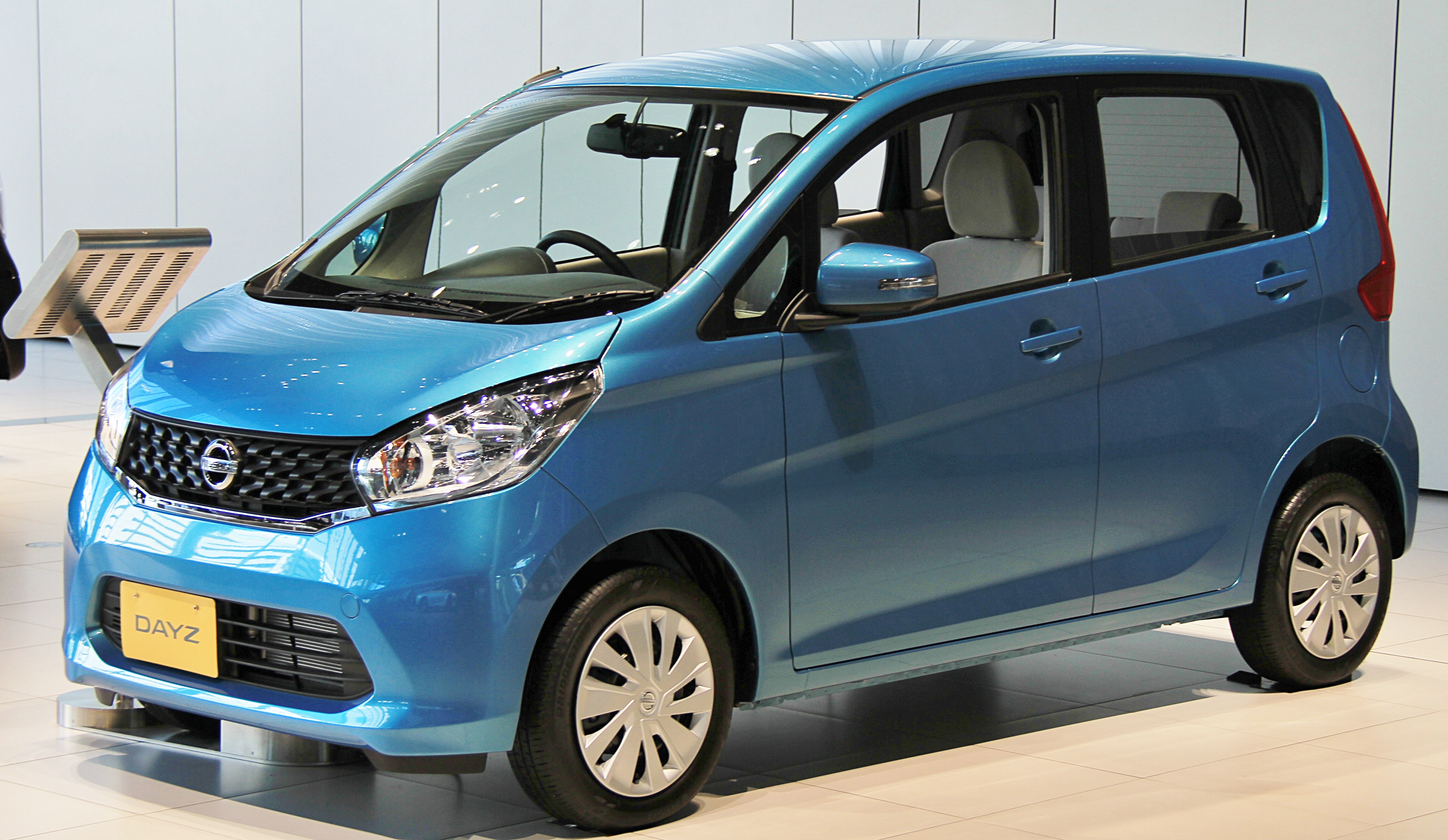
Nissan Dayz первого поколения - один из первых моделей кей-каров, выпущенных на NMKV

Nissan и Mitsubishi договорились расширить своё сотрудничество в разработке кей-каров от обычного ребрендинга до создания совместного предприятия в декабре 2010 года. Соглашение было подписано 20 мая 2011 года, а уже 1 июня была создана NMKV.
Компании также разделили обязанности: Nissan отвечает за закупку комплектующих и дизайн автомобилей, а Mitsubishi за разработку и сборку автомобилей. Цель совместного предприятия — повысить долю Nissan и Mitsubishi в сегменте кей-каров с 15% в 2010 году до 20%.
В марте 2013 года появилась первая модель, созданная совместно двумя компаниями — Mitsubishi eK третьего поколения (он же Nissan Dayz первого поколения), а её продажи начались в июне того же года. Через несколько месяцев появилась версия с увеличенными габаритами под названием Mitsubishi eK Space (он же Nissan Dayz Roox). В 2013 году они вошли в топ-10 самых продаваемых кей-каров Японии. Стоимость моделей была снижена на 30%, так как комплектующие производились за пределами Японии. Также Nissan внёс большой вклад в улучшение двигателя автомобиля, например, степень сжатия стала 12:1.
В апреле 2016 года Mitsubishi признала, что занижает показатели расхода топлива для всех производимых на заводе NMKV моделей кей-каров. В следующем месяце из-за этого Mitsubishi была выкуплена компанией Nissan.
В марте 2019 года были представлены модели eK четвёртого поколения и Dayz второго поколения, а в январе 2020 года были представлены eK Space и Roox второго поколения.

## Производимые модели автомобилей

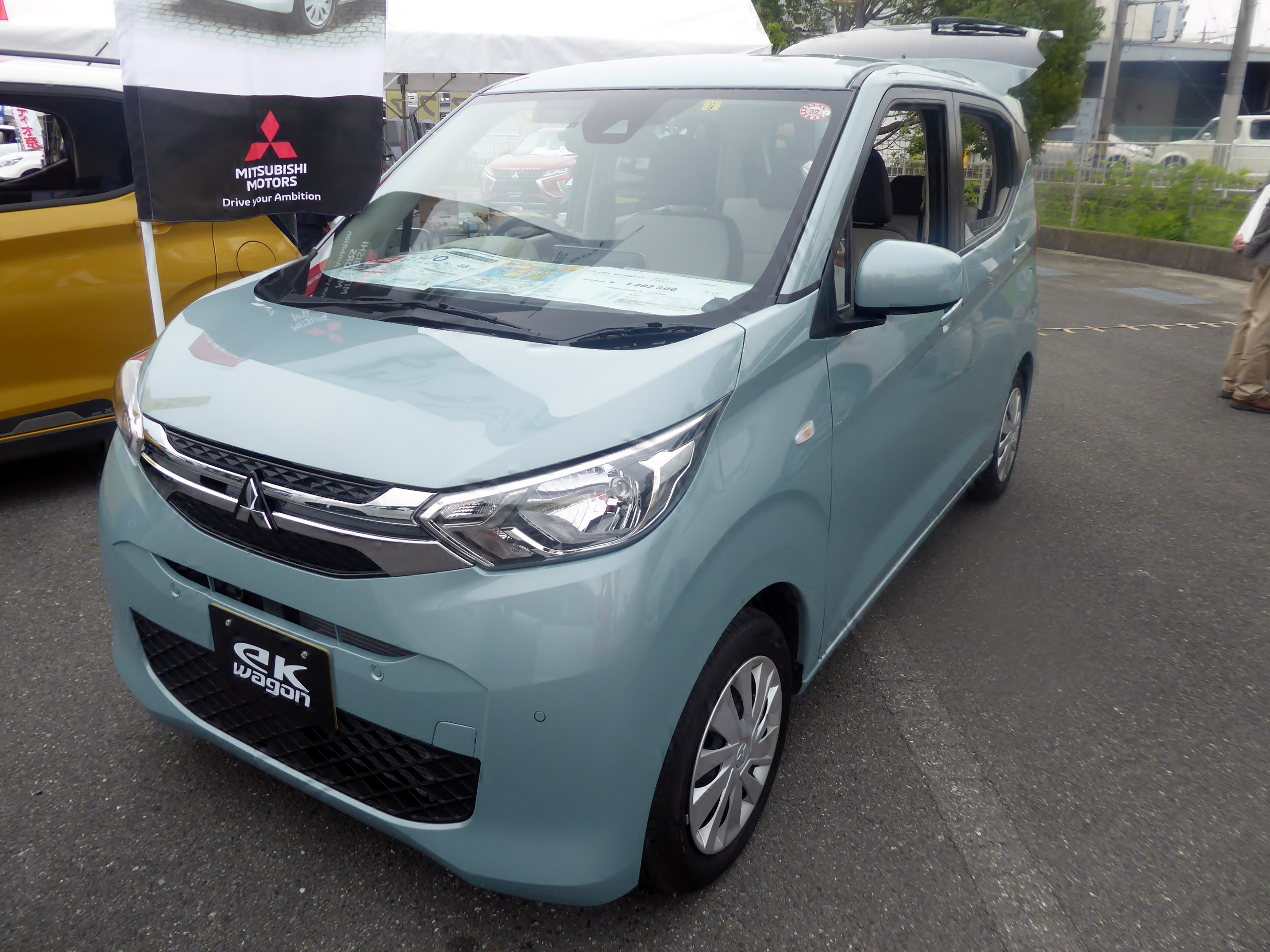
Mitsubishi eK
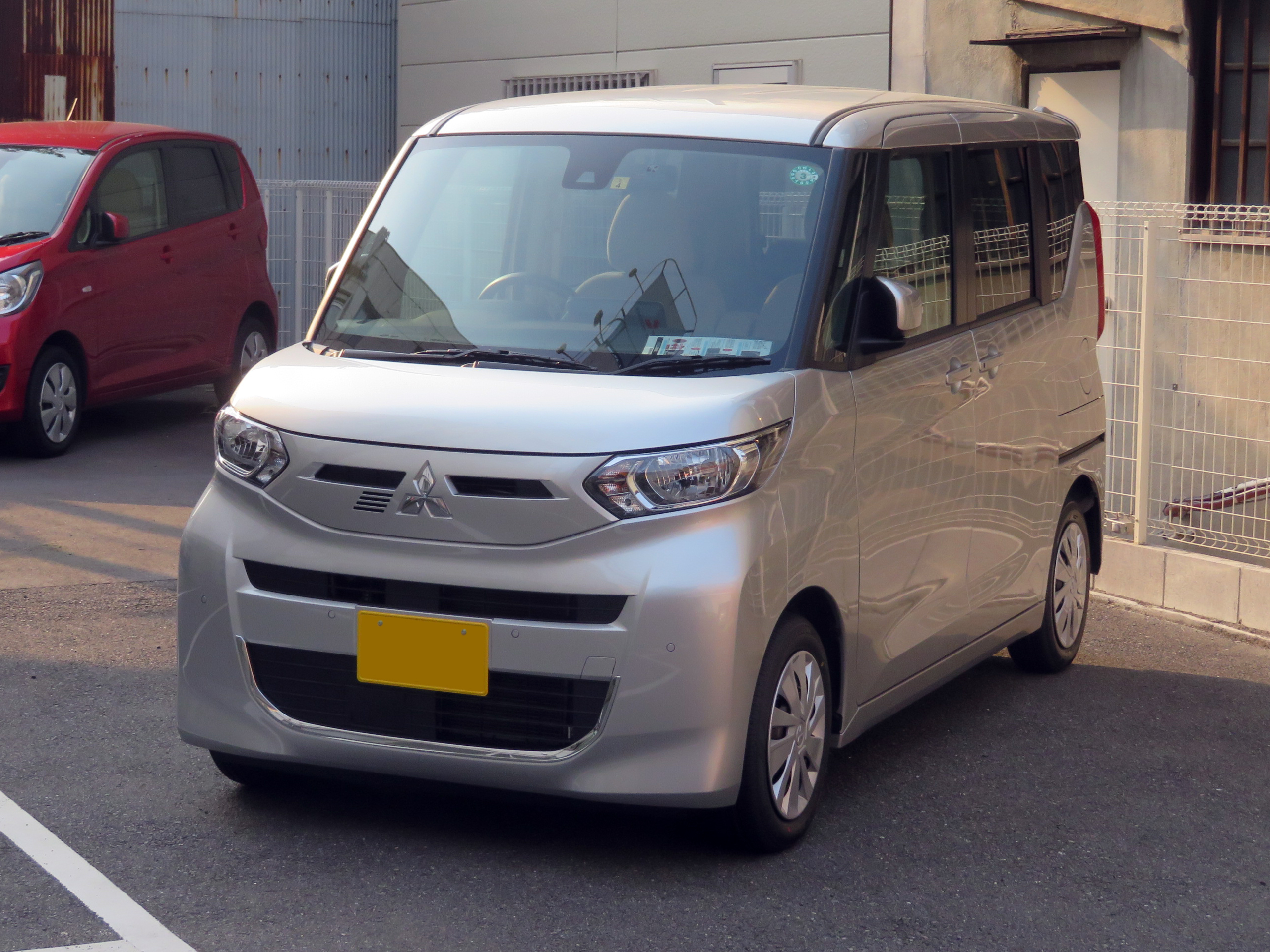
Mitsubishi eK Space
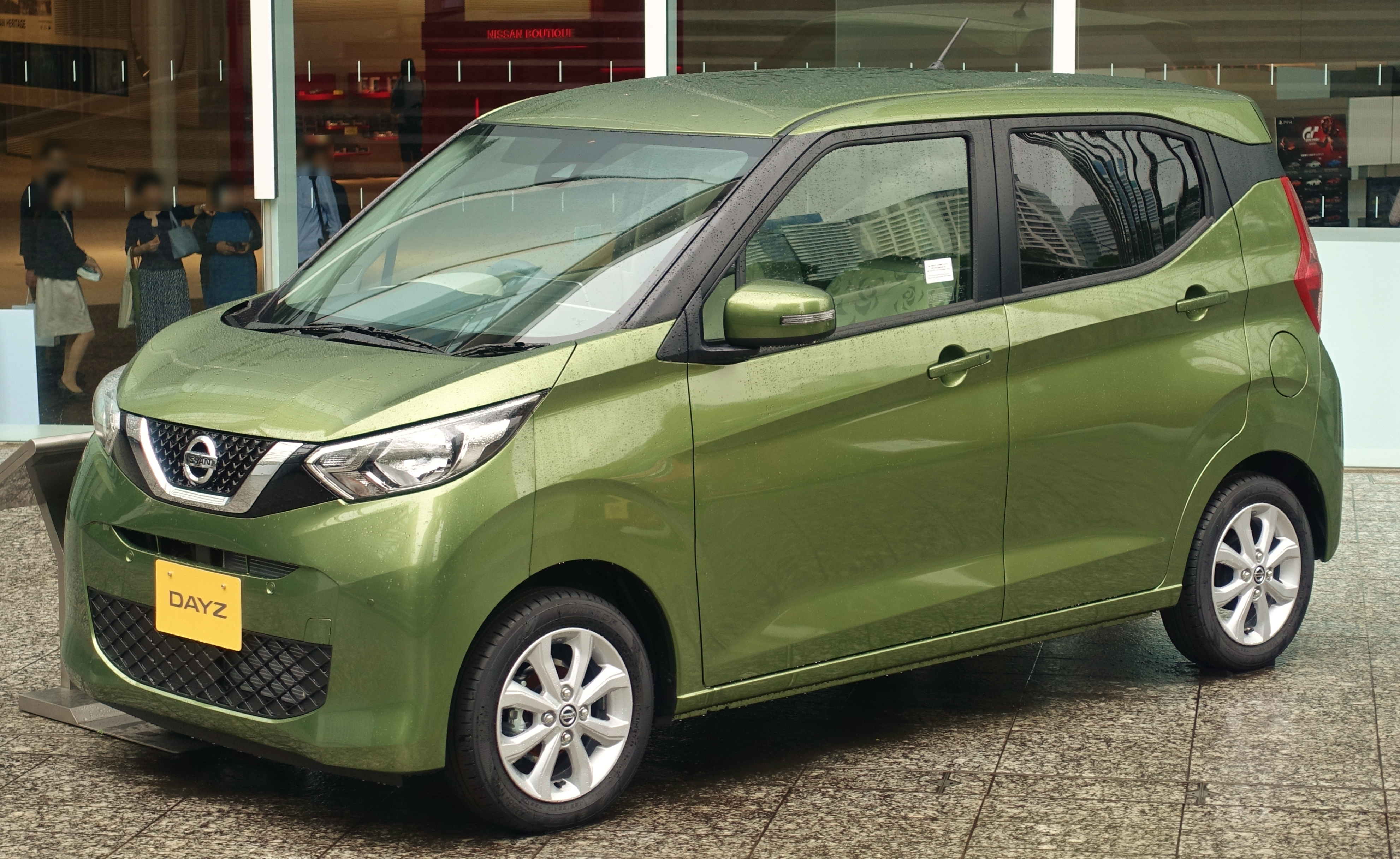
Nissan Dayz
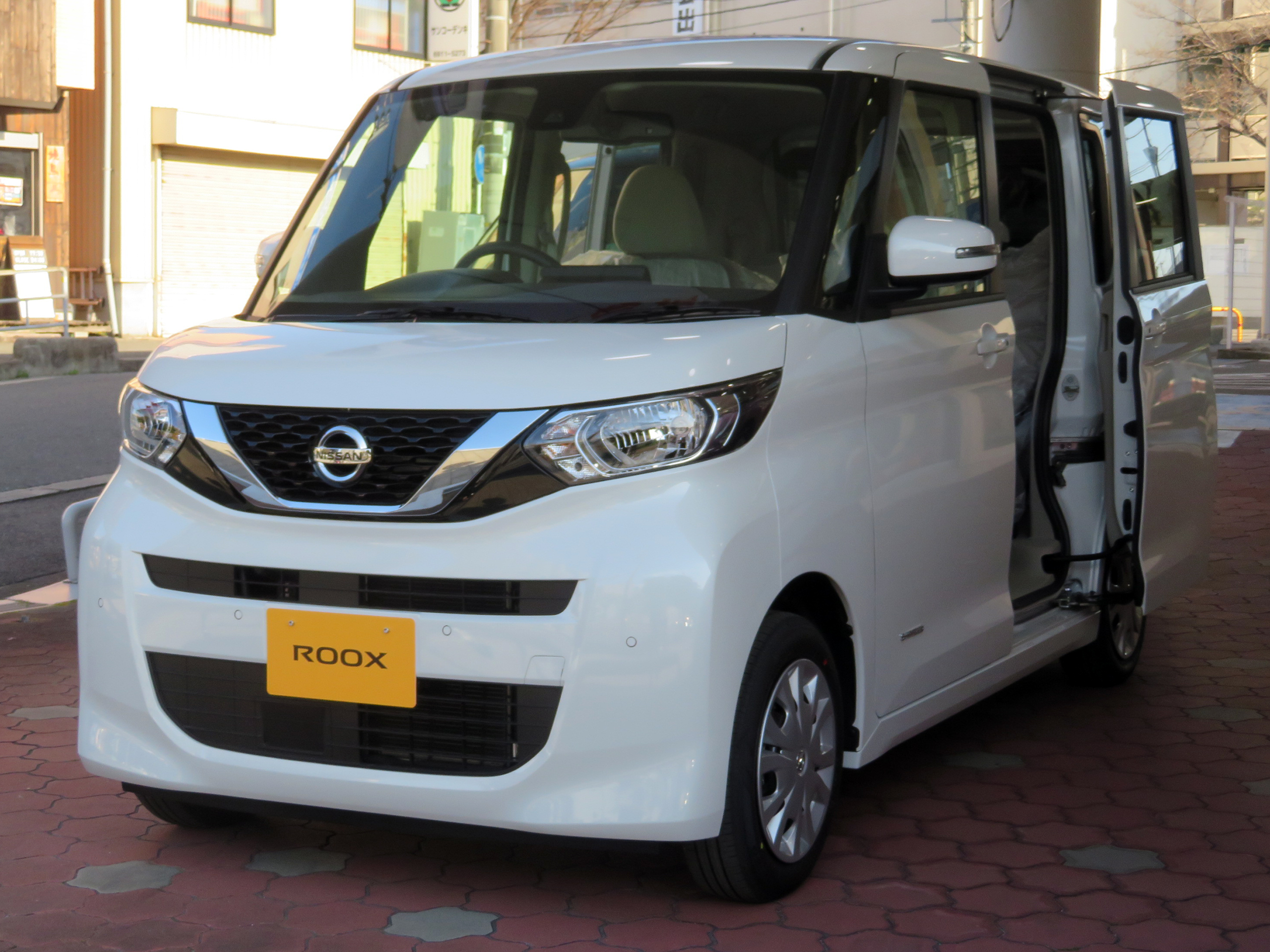
Nissan Roox